# 圣母往见 (丁托列托,博洛尼亚)
《圣母往见》是丁托列托的一幅布面油画，绘制于约1550年，现藏于国立博洛尼亚美术馆。最初是博洛尼亚圣伯多禄殉道堂的祭坛画，在拿破仑时代移到美术馆。 